# Amblema costata
Amblema costata är en musselart som beskrevs av Rafinesque 1832. Amblema costata ingår i släktet Amblema och familjen målarmusslor. Inga underarter finns listade i Catalogue of Life.